# Parque Municipal da Quinta da Conceição
O Parque Municipal da Quinta da Conceição, ou Quinta da Conceição, é um parque público localizado na freguesia de Leça da Palmeira, no Município de Matosinhos, Distrito do Porto, em Portugal.
Inicialmente o local era as instalações do Convento de Nossa Senhora da Conceição da Ordem de São Francisco que lá chegou em 1481. Algumas décadas depois o clima agreste fez com que o convento deixasse o local.
Durante mais de três séculos o local ficou abandonado sendo vendido em hasta pública apenas em 1834.
Actualmente ainda é visível o antigo claustro do convento, alguns chafarizes, um portal de estilo manuelino e a capela de São Francisco, onde se encontra sepultado Frei João da Póvoa.
No século XX a Quinta da Conceição foi concedida à Administração dos Portos do Douro e Leixões. Em 1956 a restante propriedade é arrendada pela Comissão de Turismo da Câmara Municipal de Matosinhos para a criação do "Parque da Vila", sofrendo durante a década de 1960 melhoramentos desenhados pelo arquitecto Fernando Távora, quando foi construído um campo de ténis e uma piscina, esta projectada pelo arquitecto Álvaro Siza Vieira.
No dia 1 de Novembro de 2008 a Quinta da Conceição foi concessionada a um privado, não perdendo as suas características de Parque Público.

## Galeria de fotos

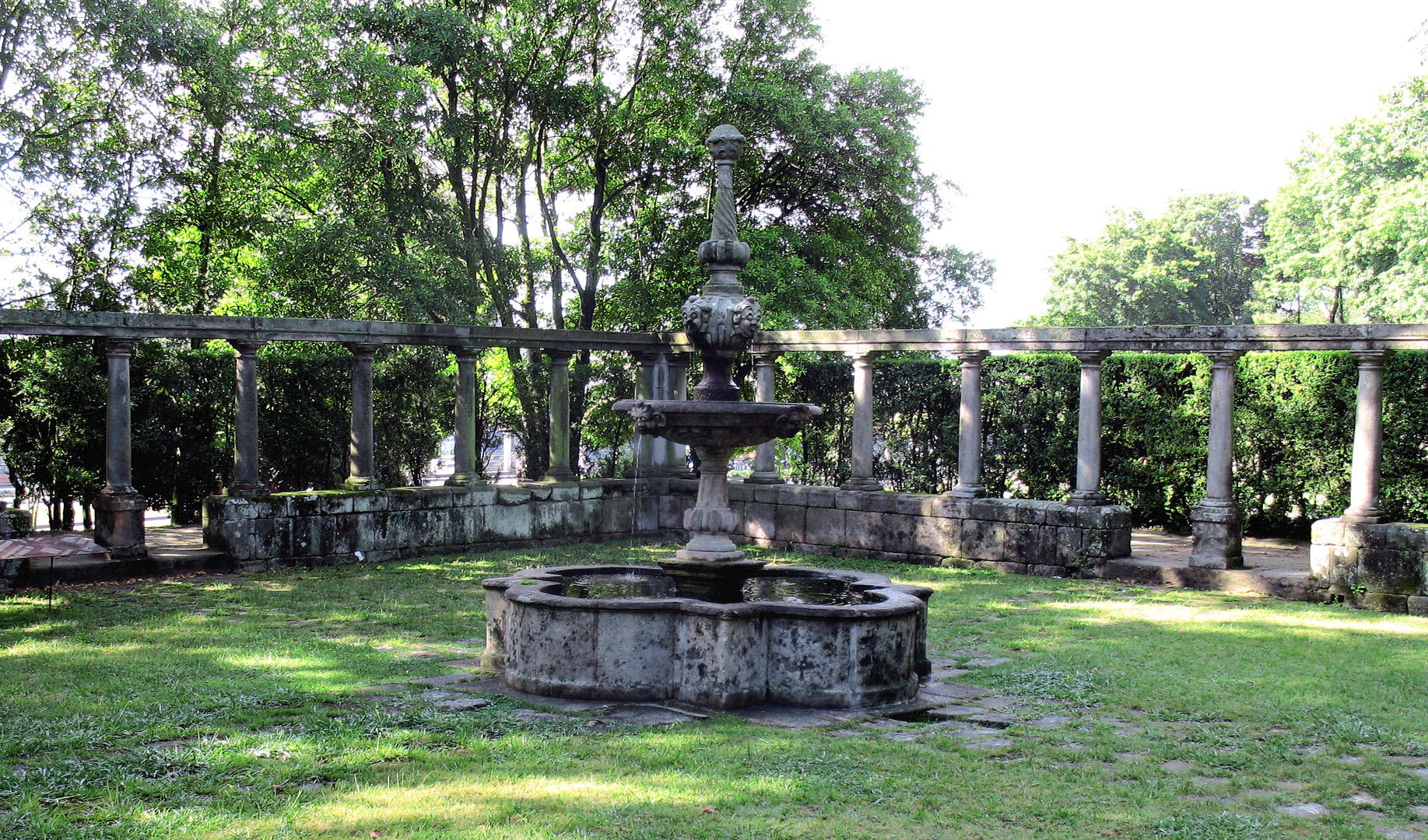
Antigo claustro do convento
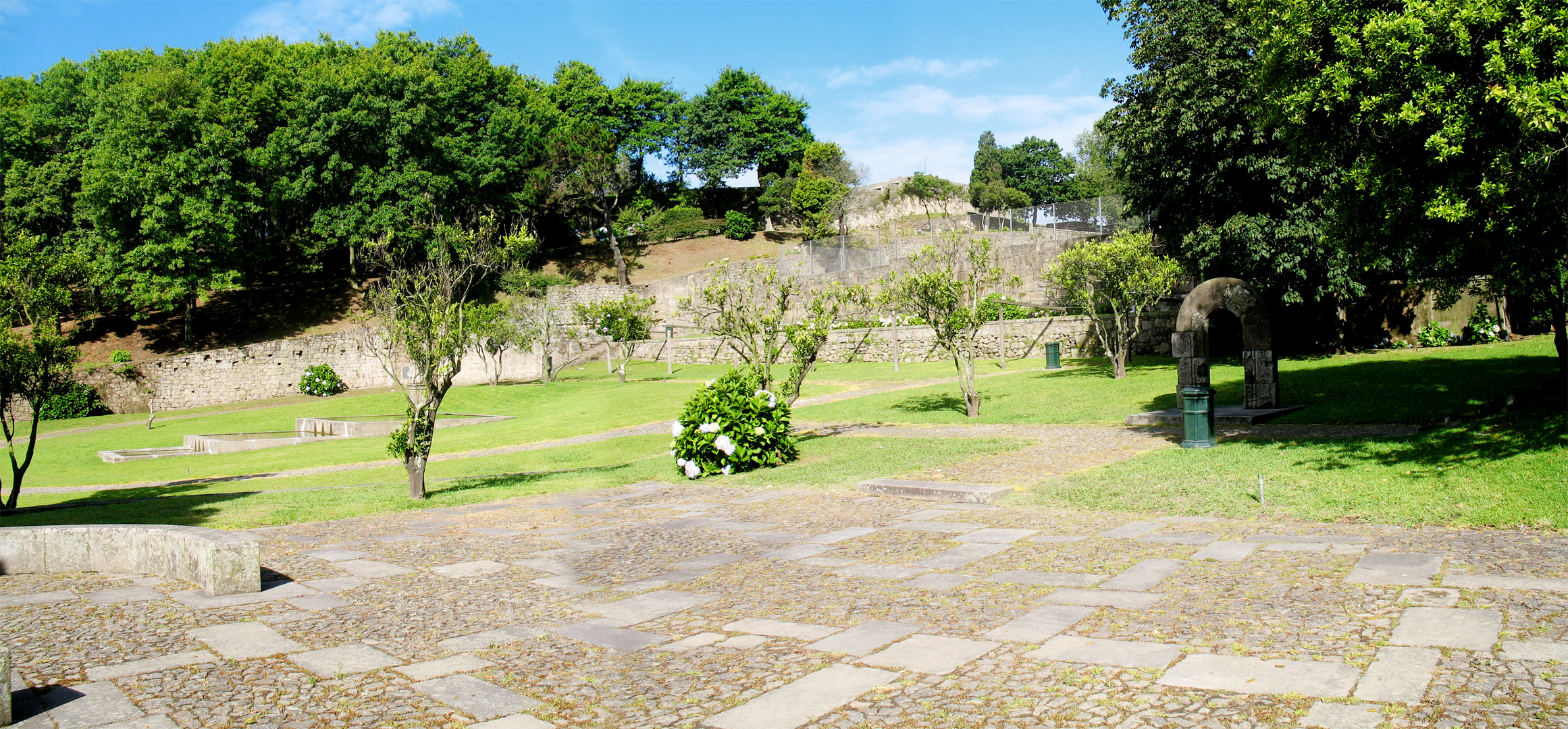
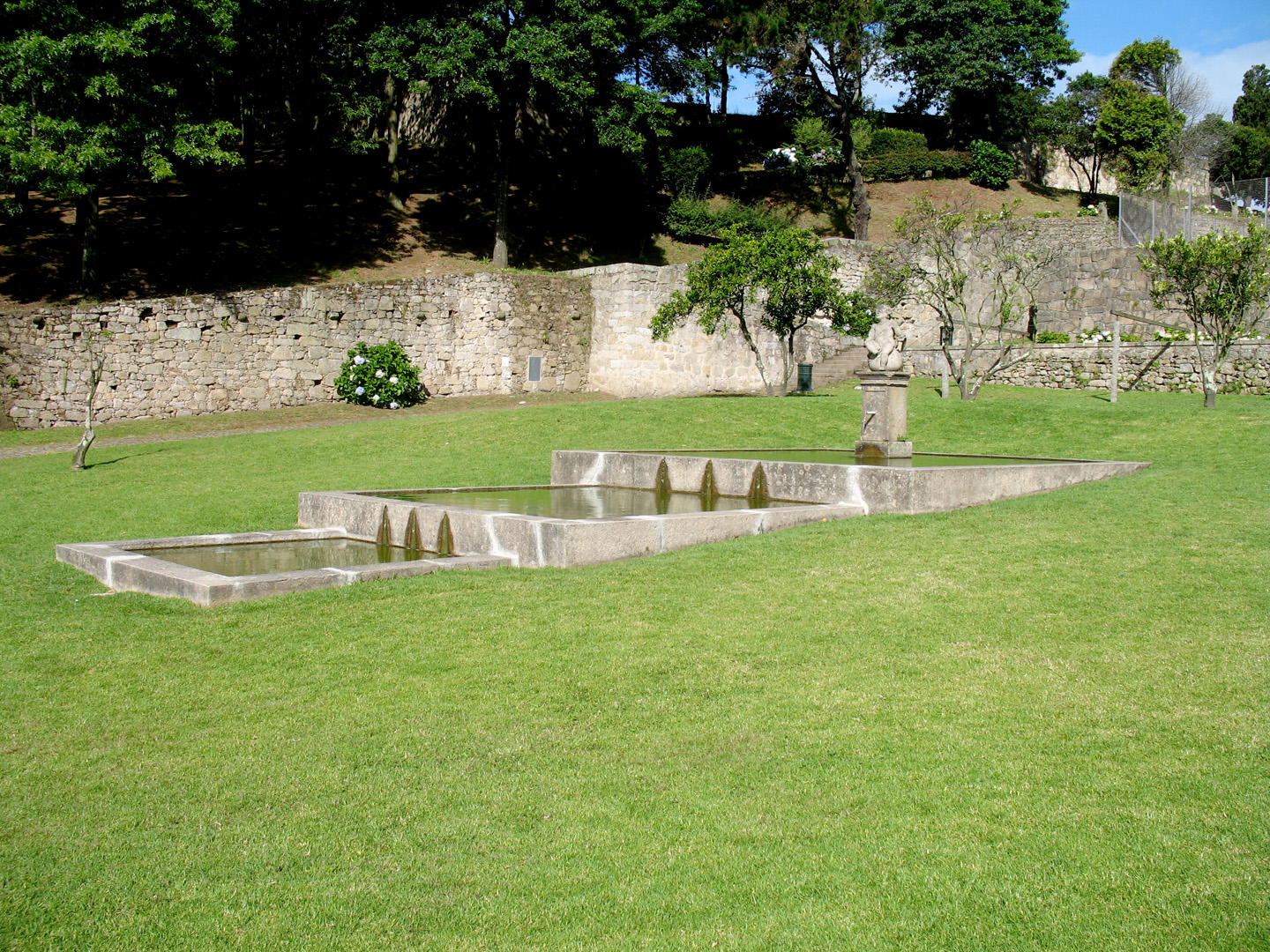
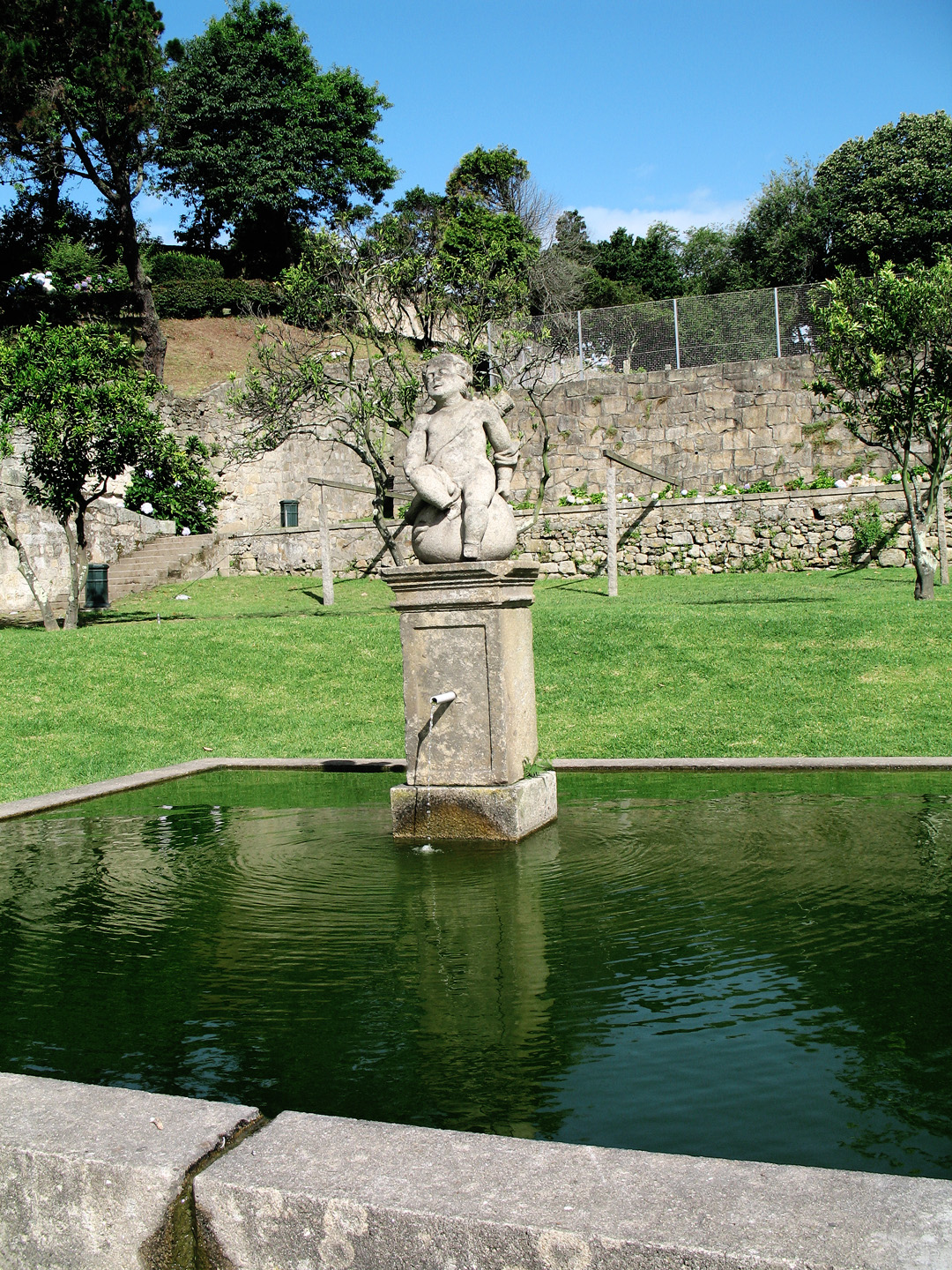
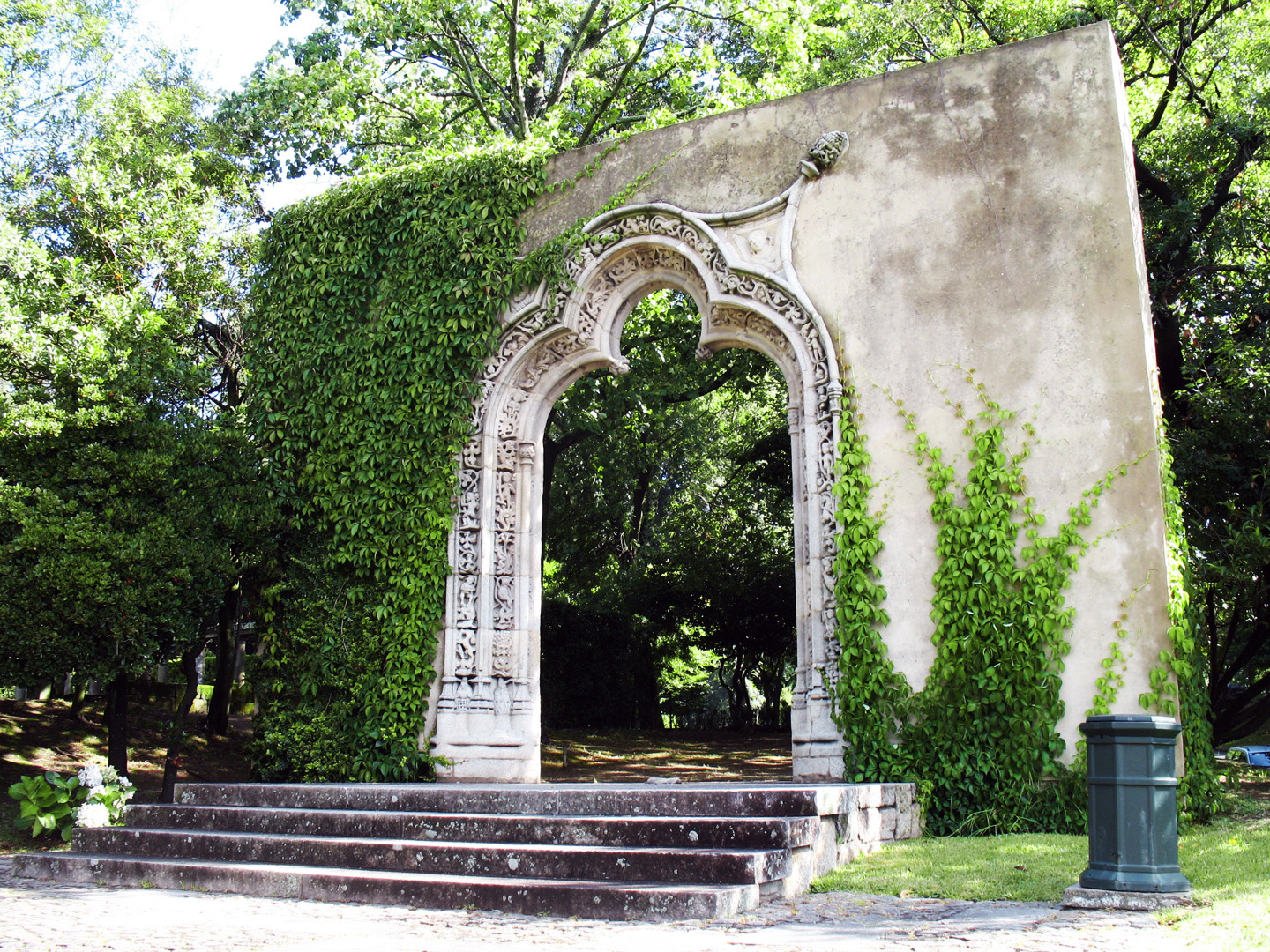
Portal manuelino
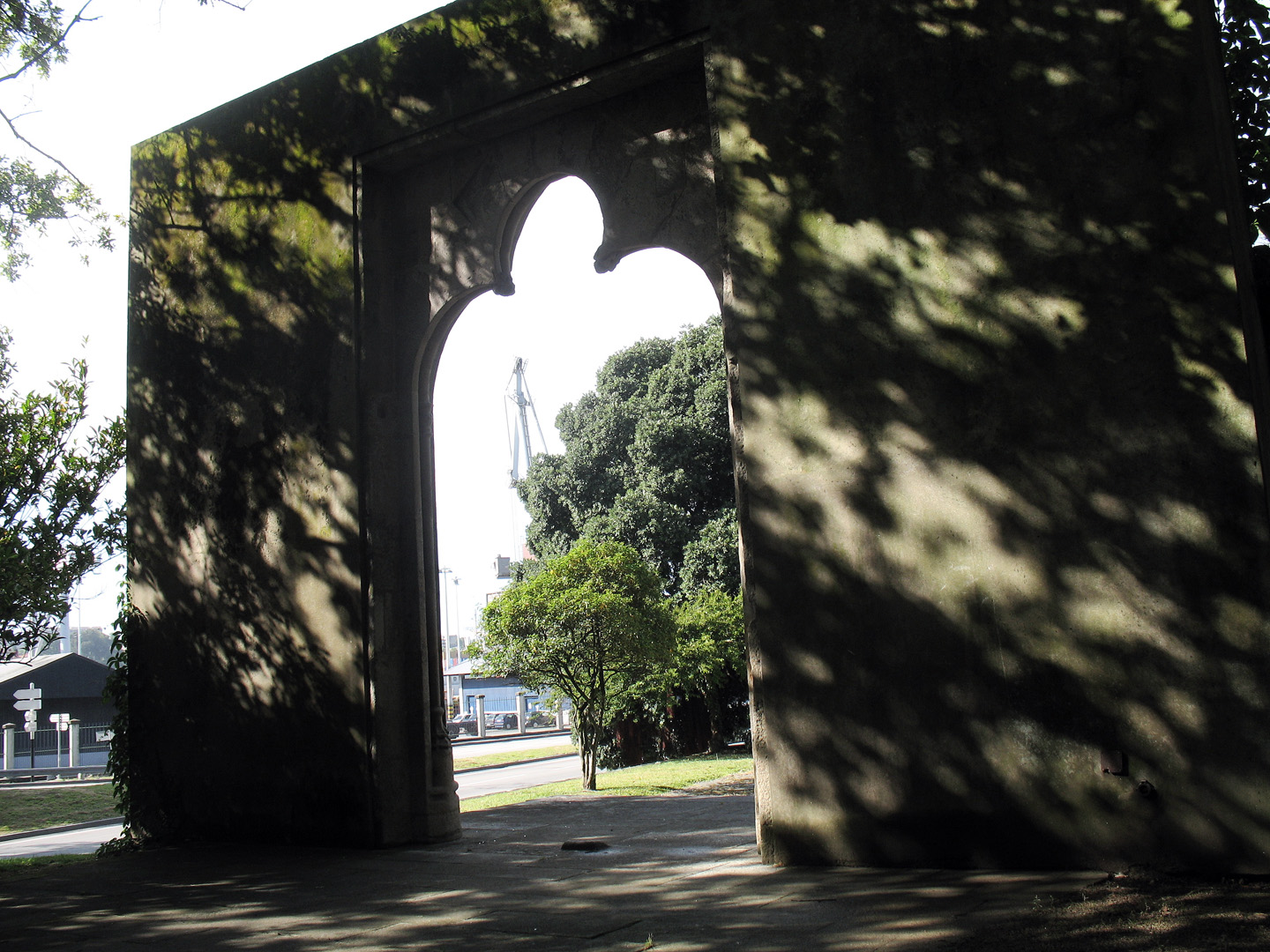
Portal manuelino
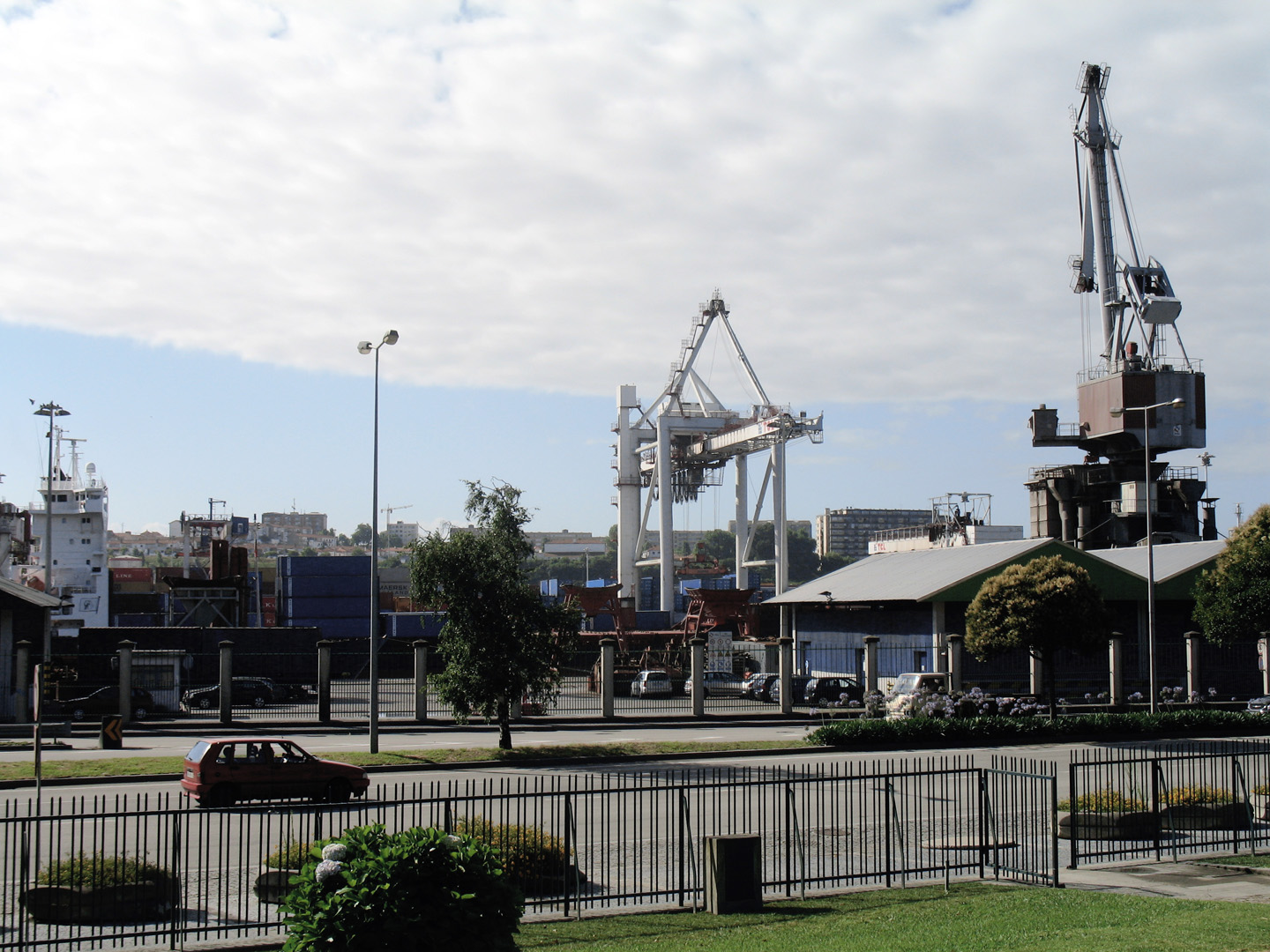
Porto de Leixões visto da Quinta da Conceição